# Марокканско-филиппинские отношения
Марокканско-филиппинские отношения — двусторонние дипломатические отношения между Марокко и Филиппинами. Отношения были установлены 10 апреля 1975 года.

## История отношений
Отношения между странами были установлены 10 апреля 1975 года.
Раньше Филиппины имели посольство в Рабате. Посольство было закрыто в марте 1986 года, примерно через месяц после вступления в должность президента Корасон Акино после Революции народной власти. Дочь свергнутого президента Фердинанда Маркоса, Име Маркос и её муж Томми Маноток проживали в Марокко и, как сообщается, имели марокканские паспорта после свержения Маркоса. Маркосы были близкими друзьями короля Хасана II.
Закрытие дипломатической миссии подверглось критике со стороны филиппинского сенатора Летисии Рамос-Шахани, которая заявила, что закрытие посольства нанесло ущерб имиджу Филиппин в мусульманском мире. Шахани расценила этот шаг как игнорирование короля Хасана II, 37-го потомка Мухаммеда и основателя Организации исламского сотрудничества.
У Марокко есть постоянный посол на Филиппинах Мохаммед Рида Эль-Фасси, который вручил свои верительные грамоты президенту Родриго Дутерте 10 января 2017 года. Однако посольство в Маниле открылось только почти через 2 года, в ноябре 2018 года.
В декабре 2019 года Филиппины вновь открыли своё посольство в Рабате.

## Дипломатические миссии
- У Марокко есть посольство в Маниле[6]
- У Филиппин есть посольство в Рабате[7] и генеральное консульство в Касабланке[8]